# Stanimir Stoilov
Stanimir Kolev Stoilov (in bulgaro Станимир Колев Стоилов?; Haskovo, 13 febbraio 1967) è un allenatore di calcio ed ex calciatore bulgaro, di ruolo difensore o centrocampista, tecnico del Göztepe.

## Caratteristiche tecniche
Difensore, fu molto prolifico giocando come centrocampista.

## Statistiche

### Allenatore

#### Club
Statistiche aggiornate al 7 dicembre 2017.
| Stagione             | Squadra              | Campionato           | Campionato | Campionato | Campionato | Campionato | Coppe nazionali | Coppe nazionali | Coppe nazionali | Coppe nazionali | Coppe nazionali | Coppe continentali | Coppe continentali | Coppe continentali | Coppe continentali | Coppe continentali | Altre coppe | Altre coppe | Altre coppe | Altre coppe | Altre coppe | Totale | Totale | Totale | Totale | Vittorie % |          |
| Stagione             | Squadra              | Comp                 | G          | V          | N          | P          | Comp            | G               | V               | N               | P               | Comp               | G                  | V                  | N                  | P                  | Comp        | G           | V           | N           | P           | G      | V      | N      | P      | %          |          |
| -------------------- | -------------------- | -------------------- | ---------- | ---------- | ---------- | ---------- | --------------- | --------------- | --------------- | --------------- | --------------- | ------------------ | ------------------ | ------------------ | ------------------ | ------------------ | ----------- | ----------- | ----------- | ----------- | ----------- | ------ | ------ | ------ | ------ | ---------- | -------- |
| 2004-2005            | Levski Sofia         | A-PFG                | 30         | 24         | 4          | 2          | CB              | 6               | 6               | 0               | 0               | CU                 | 4                  | 2                  | 1                  | 1                  |             |             |             |             |             | 40     | 32     | 5      | 3      | 80,00      | 2º       |
| 2005-2006            | Levski Sofia         | A-PFG                | 28         | 21         | 5          | 2          | CB              | 2               | 1               | 0               | 1               | CU                 | 14                 | 7                  | 2                  | 5                  | SB          | 1           | 0           | 1           | 0           | 45     | 29     | 8      | 8      | 64,44      | 1º       |
| 2006-2007            | Levski Sofia         | A-PFG                | 30         | 24         | 5          | 1          | CB              | 5               | 4               | 1               | 0               | UCL                | 10                 | 3                  | 1                  | 6                  | SB          | 1           | 0           | 1           | 0           | 46     | 31     | 8      | 7      | 67,39      | 1º       |
| 2007-2008            | Levski Sofia         | A-PFG                | 30         | 19         | 5          | 6          | CB              | 3               | 2               | 0               | 1               | UCL                | 2                  | 0                  | 0                  | 2                  | SB          | 1           | 1           | 0           | 0           | 36     | 22     | 5      | 9      | 61,11      | 2º       |
| Totale Levski Sofia  | Totale Levski Sofia  | Totale Levski Sofia  | 118        | 88         | 19         | 11         |                 | 16              | 13              | 1               | 2               |                    | 30                 | 12                 | 4                  | 14                 |             | 3           | 1           | 2           | 0           | 167    | 114    | 26     | 27     | 68,26      |          |
| 2008-2009            | Litex Lovech         | A-PFG                | 30         | 17         | 7          | 6          | CB              | 5               | 5               | 0               | 0               | CU                 | 4                  | 1                  | 2                  | 1                  | SB          | 1           | 0           | 0           | 1           | 40     | 23     | 9      | 8      | 57,50      | 4º       |
| gen.-mag.2011        | Anorthosis           | AK                   | 11+6       | 8+3        | 2+1        | 1+2        | KK              | 6               | 3               | 2               | 1               | UEL                |                    |                    |                    |                    |             |             |             |             |             | 23     | 14     | 5      | 4      | 60,87      | Sub., 3º |
| lug.-sett.2011       | Anorthosis           | AK                   | 4          | 2          | 1          | 1          | KK              |                 |                 |                 |                 | UEL                | 4                  | 2                  | 0                  | 2                  |             |             |             |             |             | 8      | 4      | 0      | 4      | 50,00      | Eson.    |
| Totale Anorthosis    | Totale Anorthosis    | Totale Anorthosis    | 21         | 13         | 4          | 4          |                 | 6               | 3               | 2               | 1               |                    | 4                  | 2                  | 0                  | 2                  |             |             |             |             |             | 31     | 18     | 5      | 8      | 58,06      |          |
| gen.-mag.2013        | Botev Plovdiv        | A-PFG                | 15         | 10         | 2          | 3          | CB              |                 |                 |                 |                 |                    |                    |                    |                    |                    |             |             |             |             |             | 15     | 10     | 2      | 3      | 66,67      | Sub., 4º |
| 2013-2014            | Botev Plovdiv        | A-PFG                | 38         | 18         | 11         | 9          | CB              | 9               | 6               | 1               | 2               | UEL                | 6                  | 3                  | 3                  | 0                  |             |             |             |             |             | 53     | 27     | 15     | 11     | 50,94      | 4º       |
| Totale Botev Plovdiv | Totale Botev Plovdiv | Totale Botev Plovdiv | 53         | 28         | 13         | 12         |                 | 9               | 6               | 1               | 2               |                    | 6                  | 3                  | 3                  | 0                  |             |             |             |             |             | 68     | 37     | 17     | 14     | 54,41      |          |
| 2014                 | Astana               | QPL                  | 14         | 10         | 3          | 1          | QK              | 2               | 0               | 2               | 0               | UEL                | 8                  | 4                  | 1                  | 3                  |             |             |             |             |             | 24     | 14     | 6      | 4      | 58,33      | Sub., 1º |
| 2015                 | Astana               | QPL                  | 32         | 20         | 7          | 5          | QK              | 5               | 3               | 1               | 1               | UCL                | 12                 | 3                  | 6                  | 3                  | SQ          | 1           | 0           | 1           | 0           | 50     | 26     | 15     | 9      | 52,00      | 1º       |
| 2016                 | Astana               | QPL                  | 32         | 23         | 4          | 5          | QK              | 5               | 5               | 0               | 0               | UCL+UEL            | 4+8                | 1+2                | 2+3                | 1+3                | SQ          | 1           | 0           | 1           | 0           | 50     | 31     | 10     | 9      | 62,00      | 1º       |
| 2017                 | Astana               | QPL                  | 25         | 19         | 3          | 3          | QK              |                 |                 |                 |                 | UCL+UEL            | 6+6                | 3+4                | 1+1                | 2+1                | SQ          | 1           | 1           | 0           | 0           | 38     | 27     | 5      | 6      | 71,05      | in corso |
| Totale Astana        | Totale Astana        | Totale Astana        | 103        | 72         | 17         | 14         |                 | 12              | 8               | 3               | 1               |                    | 44                 | 17                 | 14                 | 13                 |             | 3           | 1           | 2           | 0           | 162    | 98     | 36     | 28     | 60,49      |          |
| Totale carriera      | Totale carriera      | Totale carriera      | 325        | 218        | 60         | 47         |                 | 48              | 35              | 7               | 6               |                    | 88                 | 35                 | 23                 | 30                 |             | 7           | 2           | 4           | 1           | 468    | 292    | 93     | 85     | 62,39      |          |

## Palmarès

### Giocatore

#### Competizioni nazionali
- Coppa di Bulgaria: 5

Levski Sofia: 1990-1991, 1991-1992, 1999-2000, 2001-2002, 2002-2003
- Campionato bulgaro: 4

Levski Sofia: 1994-1995, 1999-2000, 2000-2001, 2001-2002

### Allenatore

#### Competizioni nazionali
- Coppa di Bulgaria: 4

Levski Sofia: 2004-2005, 2006-2007, 2021-2022
Liteks Loveč: 2008-2009
- Supercoppa di Bulgaria: 2

Levski Sofia: 2005, 2007
- Campionato bulgaro: 1

Levski Sofia: 2005-2006, 2006-2007
- Qazaqstan Prem'er Ligasy: 4

Astana: 2014, 2015, 2016, 2017
- Supercoppa del Kazakistan: 1

Astana: 2015
- Coppa del Kazakistan: 1

Astana: 2016